# Pietro Romualdo Pirotta
Pietro Romualdo Pirotta (né en 1853 à Pavie, dans l'actuelle région Lombardie, alors dans le royaume lombard-vénitien et mort à Rome en 1936) est un naturaliste italien.

## Biographie
Inscrit d'abord à la faculté de médecine de l'université de Pavie, Pietro Romualdo Pirotta s'inscrit ensuite à celle de sciences naturelles où il est diplômé le 29 juillet 1875. Il reçoit un poste pour enseigner les sciences naturelles dans le lycée de Pistoia, il préfère travailler au laboratoire de mycologie, une annexe de l’Institut de botanique de l'université de Pavie.
En 1879, il obtient un prix pour poursuivre ses études à l’institut de mycologie de l'université de Strasbourg. Rentré en Italie, il réussit les concours lui permettant d’accéder à des postes à l'université de Sassari et à celle de Modène, il choisit cette dernière et y dirige, en outre le jardin botanique.
En 1883, le ministre d'État Guido Baccelli (1832-1916) lui offre la direction du département de botanique de l’université de Rome, fonction qu’il conserve jusqu’en 1928. Il est à l’origine d'un nouvel Institut de botanique dans le jardin du couvent de San Lorenzo à Panisperna. Il fonde également l’Annuaire de l’Institut royal de botanique de Rome (qui deviendra en 1924 les Annali di Botanica).
En 1910, il devient membre de l'Accademia Nazionale delle Scienze, et en 1929, il fait partie des premiers membres, nommés par décret du Président du Conseil, de la Reale Accademia d'Italia, créée trois ans plus tôt par Mussolini.
En 1917, il milite pour la création d'un parc naturel au sein de l'association Pro-montibus et Sylvis. Il devient membre en 1923 de la première commission ministérielle pour la création du Parc national des Abruzzes.
Il a été plusieurs fois président-adjoint et président de la Société botanique italienne.

## Son apport scientifique
On distingue trois périodes distinctes dans sa carrière. Dans la première il s'occupe de recherche en microbiologie et cryptogamie, en découvrant entre autres la Plasmopara viticola nouvellement introduite en Italie. La seconde période est marquée par ses travaux en histologie et en physiologie sur les téguments de la graine, sur la formation des réservoirs mucipari⇔caliciformes et des canaux laticifères, et sur la morphologie foliaire. Enfin, il s'intéresse à la biologie moléculaire, à la transmission des caractères héréditaires et à la génétique, sans négliger la systématique de la flore tant italienne qu'africaine.